# Carlo Baschieri
Carlo Baschieri (* 27. November 1903 in Modena; † unbekannt) war ein italienischer Motorradrennfahrer.
Baschieri war Werksfahrer bei Benelli und wurde 1932 175-cm³-Europameister.

## Karriere
Der Modeneser Carlo Baschieri begann seine Karriere im Alter von 21 Jahren auf einer G.D., die bei Mario Ghirardi und Guido Dall’Oglio in Bologna gefertigt wurde. Im folgenden Jahr, 1925, gewann er damit die Italienische Motorrad-Straßenmeisterschaft in der Mofa-Klasse.
1929 wechselte Baschieri ins Werksteam der Officina Meccanica Benelli, für das er an der Seite des jüngsten der Benelli-Brüder und Tonino Benelli in der 175-cm³-Kategorie antrat. Benelli selbst wurde 1927, 1928, 1930 und 1931 Italienischer Meister in der 175er-Kategorie, Baschieri folgte ihm 1932.
Die Saison 1932 war überhaupt die erfolgreichste in Carlo Baschieris Laufbahn. Er wurde von Enzo Ferrari für das neu gegründete Motorradrennteam der Scuderia Ferrari angeheuert und gewann zahlreiche 175-cm³-Rennen, darunter auch den im April im Rahmen des XI. Großen Preises der Nationen auf der 3,862 km langen Pista del Littorio in Rom ausgetragenen Europameisterschaftslauf. Tonino Benelli wurde bei diesem Rennen Zweiter, Amedeo Tigli (MM) Dritter. Die international dominierenden Fahrer und Hersteller aus Großbritannien waren auf Grund der weiten Anreiseweges nicht vertreten.
Später unterhielt Baschieri in seiner Modeneser Heimat eine Benelli-Vertretung.

## Statistik

### Erfolge
- 1925 – Italienischer Mofa-Meister auf G.D.
- 1932 – 175-cm³-Europameister mit Benelli
- 1932 – Italienischer 175-cm³-Meister mit Benelli

### Rennsiege
(gefärbter Hintergrund = Europameisterschaftslauf)
| Jahr | Klasse  | Maschine | Rennen                            | Strecke                          |
| ---- | ------- | -------- | --------------------------------- | -------------------------------- |
| 1929 | 175 cm³ | Benelli  | 8. Großer Preis der Nationen      | Circuito di Monza                |
| 1931 | 175 cm³ | Benelli  | 8. Großer Preis der Schweiz       | Bremgarten                       |
| 1932 | 175 cm³ | Benelli  | 11. Großer Preis der Nationen     | Pista del Littorio               |
| 1932 | 175 cm³ | Benelli  | XIII. Targa Florio motociclistica | Circuito di Parco della Favorita |
| 1932 | 175 cm³ | Benelli  | Coppa del Mare                    | Circuito di Montenero            |
| 1932 | 175 cm³ | Benelli  | 9. Großer Preis der Schweiz       | Bremgarten                       |

## Verweise